# 장맹명
장맹명(張孟明, 460년 ~ 496년)은 고창국의 국왕이다. 돈황군(敦煌郡)에서 태어난 한인이다. 488년에 감씨 왕조의 왕 감수귀가 고차왕 가지라(高車王可至羅)에게 살해되자 감씨 왕조가 멸망했다. 고창 백성들이 장맹명을 왕으로 옹립하였다. 496년에 고창국 사람들이 장맹명을 살해하고 마유를 왕으로 옹립했다.